# Faro di Baratti
Il faro di Baratti è un faro marittimo del Mar Ligure che si trova all'estremità settentrionale del territorio comunale di Piombino, sulle prime propaggini nord-orientali del promontorio di Piombino, nella frazione di Baratti, in posizione dominante rispetto al porto di Baratti. Ad alimentazione elettrica e a luce ritmica, è dotato di una lampada LABI da 100 W che emette un lampo bianco ogni 5 secondi della portata di 9 miglia nautiche.

## Storia
Il faro fu attivato dalla Regia Marina agli inizi del Novecento per l'illuminazione del tratto nord-occidentale del promontorio di Piombino.

## Architettura
Il complesso è costituito da un edificio turriforme a pianta quadrangolare con pareti esterne in muratura bianca e merlatura sommitale che delimita la terrazza dove è collocato il fanale metallico.